# McLaren MP4-19
De McLaren MP4-19 is de Formule 1-auto van McLaren-Mercedes van 2004. De wagen was niet zo sterk als zijn voorganger de McLaren MP4-17D en de wagen was redelijk onbetrouwbaar. McLaren behaalde wel 1 overwinning met Kimi Räikkönen die beide dominante Ferrari's wist in te halen in België. McLaren eindigde slechts als 5e in het constructeurskampioenschap.

## Resultaten
| Resultaat                     |
| ----------------------------- |
| Winnaar                       |
| Tweede plaats                 |
| Derde plaats                  |
| Gefinisht (punten)            |
| Gefinisht (geen punten)       |
| Niet geklasseerd (NC)         |
| Uitgevallen (DNF)             |
| Niet gekwalificeerd (DNQ)     |
| Gediskwalificeerd (DSQ)       |
| Niet gestart (DNS)            |
| Gewond (INJ)                  |
| Uitgesloten (EX)              |
| Teruggetrokken (WD)           |
| Niet deelgenomen (blanco cel) |
| vetgedrukt (pole position)    |
| cursief (snelste ronde)       |

| Jaar | Chassis                        | Motor                         | Banden | Coureurs        | 1   | 2   | 3   | 4   | 5   | 6   | 7   | 8   | 9   | 10  | 11  | 12  | 13  | 14  | 15  | 16  | 17  | 18  | Punten | WK-plaats |
| ---- | ------------------------------ | ----------------------------- | ------ | --------------- | --- | --- | --- | --- | --- | --- | --- | --- | --- | --- | --- | --- | --- | --- | --- | --- | --- | --- | ------ | --------- |
| 2004 | McLaren MP4-19 McLaren MP4-19B | Mercedes-Benz FO 110Q 3.0 V10 | M      |                 | AUS | MAL | BHR | SMR | SPA | MON | EUR | CAN | USA | FRA | GBR | DUI | HON | BEL | ITA | CHN | JPN | BRA | 69     | 5e        |
| 2004 | McLaren MP4-19 McLaren MP4-19B | Mercedes-Benz FO 110Q 3.0 V10 | M      | David Coulthard | 8   | 6   | DNF | 12  | 10  | DNF | DNF | 6   | 7   | 6   | 7   | 4   | 9   | 7   | 6   | 9   | DNF | 11  | 69     | 5e        |
| 2004 | McLaren MP4-19 McLaren MP4-19B | Mercedes-Benz FO 110Q 3.0 V10 | M      | Kimi Räikkönen  | DNF | DNF | DNF | 8   | 11  | DNF | DNF | 5   | 6   | 7   | 2   | DNF | DNF | 1   | DNF | 3   | 6   | 2   | 69     | 5e        |
| Jaar | Chassis                        | Motor                         | Banden | Coureurs        | 1   | 2   | 3   | 4   | 5   | 6   | 7   | 8   | 9   | 10  | 11  | 12  | 13  | 14  | 15  | 16  | 17  | 18  | Punten | WK-plaats |

### Eindstand coureurskampioenschap
- Kimi Räikkönen: 7e (45pnt)
- David Coulthard: 10e (24pnt)